# Kul-tur
Kul-tur er en dansk dokumentarfilm fra 1970 med instruktion og manuskript af Michael Varming.

## Handling
Fra århundredeskiftet og indtil 1969 kørte et rigtigt damptog daglig fra Københavns Frihavn med kul til det nærliggende Østre Gasværk, en rejse på godt 1 km, der endte med en prustende finale op ad gasværkets rutchebanelignende rampe. Trukket af originale damplokomotiver i ministørrelse skabte toget en vemodig stemning af malerisk fortidighed omkring sig. Det er dette vemod, filmen om den nu for altid indstillede kul-tur fra havn til gasværk, prøver at indfange.